# Палушиці
Палушиці (пол. Pałuszyce) — село в Польщі, у гміні Ветшиховиці Тарновського повіту Малопольського воєводства.
Населення — 69 осіб (2011).
У 1975-1998 роках село належало до Тарновського воєводства.

## Демографія
Демографічна структура станом на 31 березня 2011 року:
|          | Загалом | Допрацездатний вік | Працездатний вік | Постпрацездатний вік |
| -------- | ------- | ------------------ | ---------------- | -------------------- |
| Чоловіки | 34      | 5                  | 21               | 8                    |
| Жінки    | 35      | 7                  | 16               | 12                   |
| Разом    | 69      | 12                 | 37               | 20                   |